# مستشفى الهلال الإماراتي للولادة
مستشفى الهلال الإماراتي للولادة ويُسمى أيضًا مستشفى تل السلطان الحكومي للولادة هو أحد المستشفيات الحكومية الفلسطينية العاملة في مدينة رفح جنوب قطاع غزة. يقدم المستشفى خدماته الطبية في النسائية والولادة والخدج وطوارئ الأطفال.

## التاريخ

### حرب 2023–2024
تضاعفت خدمات المستشفى في ظل نقص الإمكانيات واللوازم الطبية وخروج العشرات من المستشفيات العاملة عن الخدمة نتيجة للاجتياحات الإسرائيلية، ونزوح مئات الآلاف إلى مدينة رفح.
كان يستقبل نحو 85 حالة يوميًا من إجمالي 180 حالة ولادة في غزة.